# عبد الله غريب
عبد الله غريب، حكم كرة قدم كويتي دولي سابق.
و قد حكم في كأس الخليج 1982، وقد أدار مباراة منتخب قطر لكرة القدم ومنتخب عمان لكرة القدم في 22 مارس 1982، وقد أدار مباراة منتخب السعودية لكرة القدم ومنتخب البحرين لكرة القدم في 2 ابريل 1982.